# Roland Grillmeier
Roland Grillmeier (* 1971 in Tirschenreuth) ist ein deutscher Kommunalpolitiker (CSU).
Grillmeier wuchs in Großensees, Gemeinde Leonberg, auf. Nach der Mittleren Reife absolvierte er eine Ausbildung im Amt für Soziales in Bayreuth und München. Anschließend war er Mitarbeiter im Bürgerservice der Stadt Mitterteich.
Bei der Kommunalwahl 1996 wurde er in den Kreistag des Landkreises Tirschenreuth gewählt. 2002 folgte die Wahl zum Bürgermeister der Stadt Mitterteich. In diesem Amt blieb er 18 Jahre. Seit dem 1. Mai 2020 ist er Landrat des Landkreises Tirschenreuth.

## Leben
Grillmeier begann das Berufsleben 1987 als Beamtenanwärter im Amt für Soziales in Bayreuth. 1990–2002 wirkte er als Verwaltungsbeamter in der Stadt/VG Mitterteich, deren Bürgermeister er im Jahr 2002 wurde. Seit dem 1. Mai 2020 ist er Landrat des Landkreises Tirschenreuth.
Politisch war er in den Jahren 1997 bis 2003 Kreisvorsitzender der Jungen Union Tirschenreuth, ab 1999 als Mitglied im JU-Jugendausschuss. In den Jahren 1999 bis 2019 hielt er das Amt des Ortsvorsitzenden der CSU Mitterteich inne. Seit 2001 ist er Stellvertretender Kreisvorsitzender der CSU Kreisverband Tirschenreuth und Mitglied im CSU-Bezirksvorstand Oberpfalz.
Beruflicher Werdegang
- 1987–1990 Beamtenanwärter im Amt für Soziales in Bayreuth
- 1990–2002 Verwaltungsbeamter in der Stadt/VG Mitterteich
- 2002–2020 Bürgermeister der Stadt Mitterteich
- Ab 1. Mai 2020 Landrat des Landkreises Tirschenreuth

## Kritik
Als Landrat ist er Mitglied des Aufsichtsrates der Kliniken Nordoberpfalz AG. In dieser Funktion stimmte er einem Beschluss zur Umstrukturierung des Krankenhauses Tirschenreuth zu, dieses gehört der Kliniken Nordoberpfalz AG an. Diese Pläne sahen u. a. die Teilschließung der dortigen Notaufnahme, sowie die Schließung der Geburtsstation vor. Dieser Beschluss führte zu heftigem Widerstand in der Bevölkerung. Bei seiner Rede anlässlich eines am 14. Januar 2024 abgehaltenen Protestmarsches in Tirschenreuth wurde Grillmeier von den Demonstranten mit heftigen Buh-Rufen bedacht. Der Beschluss ist zwischenzeitlich umgesetzt worden.

## Politische Laufbahn
- 1997–2003: Kreisvorsitzender der Jungen Union Tirschenreuth
- 1999–2003: Mitglied im JU-Landesausschuss
- 1999–2019: Ortsvorsitzender CSU Mitterteich
- seit 2001: stellv. Kreisvorsitzender CSU Kreisverband Tirschenreuth
- seit 2001: Mitglied im CSU-Bezirksvorstand Oberpfalz[1]

## Ehrenämter
- seit 1996 Kreistagsmitglied
- 2002–2020 Mitglied im Kreisausschuss
- 2008–2020 weiterer stellvertretender Landrat
- 2015–2020 Vorsitzender der IKOM Stiftland
- seit 2002 Vorstandsmitglied im BRK-Kreisverband
- seit 2018 Vorsitzender der Lebenshilfe im Landkreis Tirschenreuth

## Privates
Grillmeier wohnt in Mitterteich. Er ist verheiratet und hat zwei Kinder.